# Малайско-зондская кукушка
Малайско-зондская кукушка (Cuculus lepidus) — кукушка из рода Cuculus в семейства Cuculidae, обитающая в Юго-восточной Азии. Ранее этот вид рассматривался как одна из форм политипического вида Cuculus saturatus вместе с гималайской С. saturatus saturatus и глухой кукушками (С. saturatus оptatus), которые сейчас все рассматриваются как отдельные виды. Cuculus lepidus присвоен статус отдельного вида на основании отличий в вокализации, размерах и окраске.

## Описание
Длина тела 29—30 см. Верх, горло и верхняя часть груди темно-серые. Нижняя часть тела испещрена черными полосами. Хвост черноватый с белыми пятнами. Самки также могут принадлежать к рыжей морфе, у которой верхняя поверхность тела рыжевато-коричневого цвета, нижняя часть тела более бледная, и верх, и низ испещрены черными пестринами. Гималайский вид Cuculus saturatus и глухая кукушка похожи на Cuculus lepidus, но окрашены бледнее, с меньшими присутствием темно-желтого цвета в окраске брюха и более узкими черными пестринами.
Песня Cuculus lepidus обычно состоит из короткой первой ноты с последующими двумя или тремя более длинными и низкими звуками, напоминающими «ууп». Вся песня, в целом, выше по тону, чем у гималайской Cuculus saturatus, которая издает три или четыре крика — «ууп ууп ууп».

## Систематика
Впервые эта кукушка была описана как вид в 1845 году немецким натуралистом Саломоном Мюллером. В 1940 году она была отнесена в число подвидов малой кукушки (С. poliocephalus) Джеймсом Ли Питерсом в его «Check-list of the Birds of the World». В 1975 году Дж Бекинг пришёл к выводу, что это форма C. saturatus на основе их сходства в голосе, цвете и ультра-структуре скорлупы и выборе гнездового хозяина для воспитания птенцов. Бен Кинг предложил в 2005 году, что эту форму следует рассматривать в качестве отдельного вида на основании различий в размерах, цвете оперения и новейших исследованиях вокализации.
Обычно выделяют два подвида. Номинативный подвид Cuculus lepidus lepidus обитает на большой части ареала этого вида. Подвид Cuculus lepidus insulindae встречается на Борнео и отличается более темной окраской нижней части тела.

## Распространение и места обитания
Его ареал охватывает Малайский полуостров, Борнео, Суматра, Ява, Бали, Серам и Малые Зондские острова и на восток Тимор. Это оседлый, не мигрирующий вид в отличие от гималайских и глухих кукушек, ареалы которых перекрываются с ареалом Cuculus lepidus во время зимовок. Он встречается в лесах, в основном, в горных районах, на высоте 950—1700 м на полуострове Малакка, 1300—2700 м на острове Борнео и выше 1000 м на островах Ява, Суматра и островах Уоллесии. Считается, что численность этого вида медленно сокращается, но до сих пор он занимает значительный ареал и общая его численность достаточно высока, так что его статус классифицируется как требующий наименьшего внимания согласно данным BirdLife International.

## Поведение
Питается, в основном, насекомыми, в частности гусеницами, а также может есть фрукты. Это скрытная птица, которую трудно обнаружить за исключением случаев, когда она кричит.
Гнездовой паразит, откладывает яйца в гнёзда других птиц. Было зафиксировано, использование гнёзд Seicercus castaniceps в Малайском полуострове, Phylloscopus trivirgatus и Seicercus montis в штате Сабах и Phylloscopus trivirgatus, Seicercus grammiceps и Horornis vulcania на Яве. Яйца беловатые с бурыми пятнами.

## Ссылка
- Xeno-canto: Записи песни и крика Cuculus lepidus